# Bagzan (Burkina Faso)
Pour les articles homonymes, voir Bagzan.
Bagzan est un village situé dans le département de Boudry de la province du Ganzourgou dans la région du Plateau-Central au Burkina Faso.

## Santé et éducation
Le centre de soins le plus proche de Bagzan est le centre de santé et de promotion sociale (CSPS) de Boudry tandis que le centre médical avec antenne chirurgicale (CMA) le plus proche se trouve à Zorgho.